# Pearl White

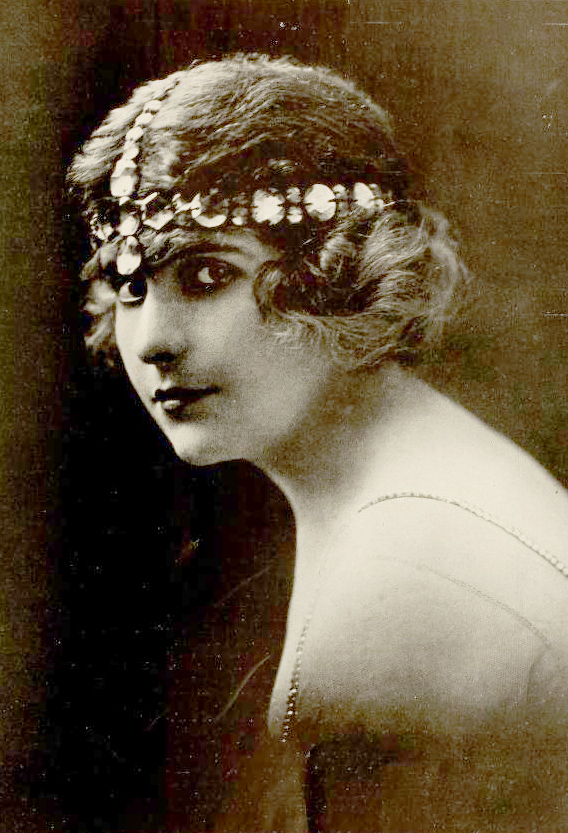
Pearl White

Pearl Fay White (Green Ridge, 4 marzo 1889 – Neuilly-sur-Seine, 4 agosto 1938) è stata un'attrice del cinema muto statunitense e anche una cantante.

## Biografia
Figlia di un modesto contadino del Missouri, Pearl White crebbe a Springfield, Missouri, dove iniziò a interessarsi alla recitazione già al liceo e partecipò alla locale compagnia filodrammatica. All'età di 18 anni si unì alla Trousedale Stock Company come attrice part time: lavorava negli spettacoli serali mentre continuava il suo lavoro quotidiano per aiutare la famiglia.
Molto presto fu in grado di entrare a tempo pieno nella compagnia, iniziando un tour per gli stati del Midwest americano. Nel 1907 si sposò con il collega attore Victor Sutherland (1889-1968) ma presto si separarono e quindi giunsero al divorzio.
Nel 1910 i fratelli Pathé offrirono a Pearl White l'occasione di recitare in "The Girl From Arizona", il primo film americano prodotto dalla compagnia francese nel suo nuovo studio di Bound Brook, nel New Jersey. Lavorò quindi ai Lubin Studios e in altre compagnie indipendenti fino a quando la Crystal Film Company di Manhattan le offrì il ruolo principale in numerosi film brevi.
Dopo aver raggiunto una certa notorietà, nel 1914 il regista della Pathé Louis J. Gasnier (1875-1963) offrì a Pearl White il ruolo di interprete in "The Perils of Pauline", film basato su un racconto di Charles W. Goddard (1879-1951). La storia non è (come si potrebbe desumere dal titolo) quella di una donna inerme; al contrario "Pauline" è il personaggio centrale di una storia che comporta una notevole dose di azione per la quale il fisico atletico di Pearl White si dimostrò assolutamente adatto.

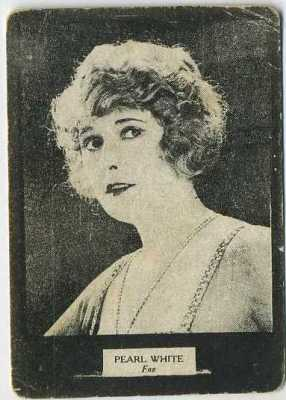
Cartolina di Pearl White per i suoi fan

The Perils of Pauline era composto da venti episodi che sviluppavano il concetto di "eroina in pericolo". Fu un enorme successo di pubblico che fece di Pearl White una celebrità di prima grandezza che arrivò a guadagnare l'astronomica cifra di 3000 dollari a settimana. A questo grande successo ne seguì un altro ancora più grande, "I misteri di New York".
Guidando aeroplani, sfrecciando su automobili, nuotando attraverso fiumi e altre sfide di ogni genere, interpretò altri quattro serial di successo basati sullo stesso tema. In questi film di azione Pearl White fece gran parte del lavoro di stunt-woman, con il risultato di procurarsi numerose lesioni che la costrinsero a usare una vera controfigura nei film successivi.
Nel 1919 Pearl White era diventata una giovane donna ricchissima; fu allora che incontrò e sposò il veterano della prima guerra mondiale, il maggiore Wallace McCutcheon Jr. (1880-1928), figlio di un produttore cinematografico. Il marito di Pearl era anche lui attore e si era cimentato anche nella regia e nella produzione però con scarso successo, tanto che aveva lasciato la conduzione della Biograph, la casa di produzione che gli era stata affidata dal padre malato, nelle mani più capaci di David W. Griffith. 
Neppure questo matrimonio durò a lungo e il divorzio arrivò nel 1921; due anni dopo Pearl White interpretò il suo ultimo film americano. Su incoraggiamento dei suoi amici francesi decise di lavorare per la Pathé, ed essendo una persona che apprezzava le altre culture, Pearl White entrò nel grande ambiente culturale che raccoglieva decine di geni attorno al quartiere parigino di Montparnasse.
Durante il suo soggiorno a Parigi interpretò il suo ultimo film con il suo amico Edward José (1880-1930), il regista di origine belga che l'aveva diretta in numerosi serial negli Stati Uniti. I film muti potevano essere girati indifferentemente in qualsiasi paese e dato che Pearl White era ormai una star conosciuta in tutto il mondo, in Francia le vennero offerte numerose parti. Scelse invece di recitare dal vivo in una produzione di Montmartre intitolata "Tu Perds la Boule" ("Perdi la testa", lett. "Perdi la palla"). Entusiasta di questo genere di spettacolo, nel 1925 accettò l'offerta di lavorare con l'attore di prosa Max Wall nella "London Review" al Lyceum Theatre di Londra.
La povertà sofferta durante l'infanzia rese Pearl White una persona molto frugale rispetto al denaro. Si dimostrò una notevole donna d'affari e investì in un nightclub di successo a Parigi, in un hotel con casinò a Biarritz oltre che in una quantità di cavalli da corsa di razza. 

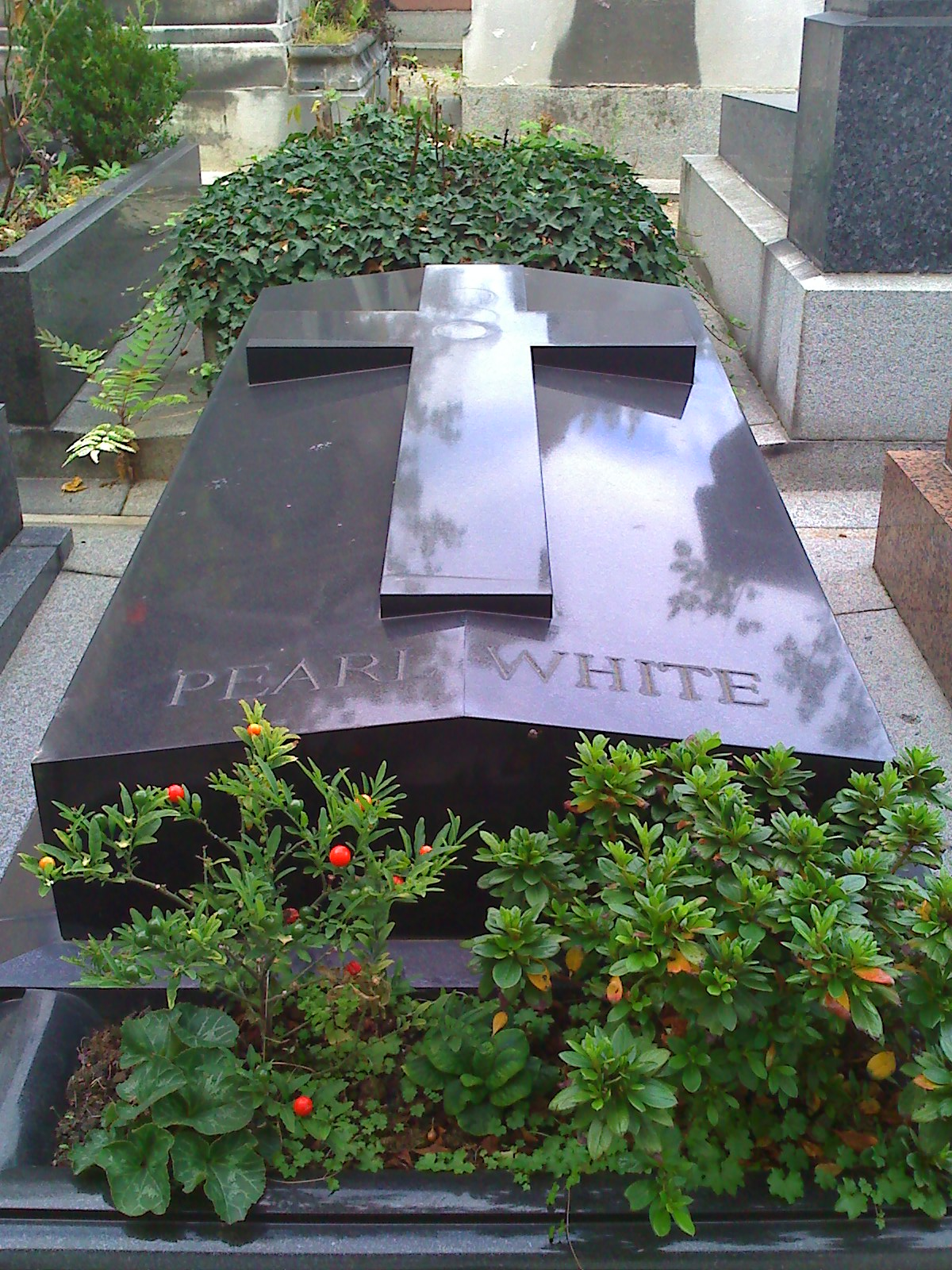
Tomba di Pearl White al cimitero di Passy

Viveva in una casa alla moda nell'esclusivo sobborgo parigino di Passy e possedeva anche una villa a Rambouillet. La povera ragazzina del Missouri si mischiava all'alta società europea e presto divenne intima dell'uomo d'affari greco Theodore Cossika che condivideva il suo stesso interesse nei viaggi. Insieme acquistarono una casa vicino al Cairo e Pearl White estese ancora i propri orizzonti culturali viaggiando con il suo compagno attraverso il Medio Oriente e l'Asia.
Nel corso degli anni l'abuso di alcool da parte di Pearl White aumentò considerevolmente, forse nel tentativo di sedare i dolori cronici dovuti alle lesioni riportate nei suoi film di azione. Nel 1933 dovette essere ricoverata in ospedale e questo la portò a una dipendenza dai farmaci che usava per alleviare i dolori. I suoi ultimi anni li passò in un doloroso sopore alcolico e morì di cirrosi epatica all'età di 49 anni nell'ospedale americano del sobborgo parigino di Neuilly. Venne sepolta nel cimitero di Passy.
Il posto che Pearl White occupa nel cinema è quello di una pietra miliare sia nell'evoluzione dei generi cinematografici che del ruolo della donna. Il suo film "I misteri di New York" è stato scelto per essere conservato nello United States National Film Registry. Tutti i suoi film vennero realizzati in studi cinematografici della costa est degli Stati Uniti e si ritiene che non abbia mai visitato Hollywood. La Mecca del cinema le ha comunque reso onore con una stella nella Hollywood Walk of Fame di Los Angeles.

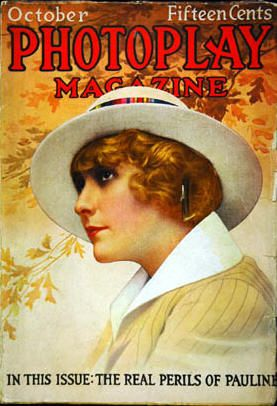
Pearl White nel 1914

## Filmografia parziale

### 1910
- His Yankee Girl (o The Yankee Girl) (1910)
- The Missing Bridegroom (1910)
- The Horse Shoer's Girl, regia di Joseph A. Golden (1910)
- The Burlesque Queen, regia di Joseph A. Golden (1910)
- The Matinee Idol, regia di Joseph A. Golden (1910)
- The Music Teacher, regia di Joseph A. Golden (1910)
- A Woman's Wit, regia di Joseph A. Golden (1910)
- The Sheriff and Miss Jones (1910)
- The New Magdalene, regia di Joseph A. Golden (1910)
- The Woman Hater, regia di Joseph A. Golden (1910)
- When the World Sleeps, regia di Joseph A. Golden (1910)

### 1911
- Monte Cristo (1911)
- An Unforeseen Complication, regia di Joseph A. Golden (1911)
- Home Sweet Home, regia di Joseph A. Golden (1911)
- Helping Him Out, regia di Joseph A. Golden (1911)
- The Angel of the Slums, regia Joseph A. Golden (1911)
- The Society Girl and the Gypsy, regia di George LeSoir - cortometraggio (1911)
- The Stepsisters, regia di George LeSoir - cortometraggio (1911)
- His Birthday, regia di Joseph A. Golden (1911)
- Memories of the Past, regia di Joseph A. Golden (1911)
- The Flaming Arrows, regia di Joseph A. Golden (1911)
- The Message of the Arrow, regia di Joseph A. Golden (1911)
- Through the Window (1911)
- A Prisoner of the Mohicans, regia di Joseph A. Golden (1911)
- The Squaw's Mistaken Love (1911)
- For Massa's Sake, regia di Joseph A. Golden (1911)
- Love Molds Labor, regia di Joseph A. Golden (1911)
- The Terms of the Will, regia di Joseph A. Golden (1911)
- The Power of Love, regia di Joseph A. Golden (1911)
- Love's Renunciation, regia di Joseph A. Golden (1911)
- Western Postmistress (1911)
- The Lost Necklace, regia di Joseph A. Golden (1911)

### 1912
- The Mad Lover, regia di Joseph A. Golden - cortometraggio (1912)
- The Life of Buffalo Bill, regia di Paul Panzer (1912)
- For the Honor of the Name, regia di Joseph A. Golden (1912)
- The Arrowmaker's Daughter, regia di Joseph A. Golden (1912)
- The Hand of Destiny, regia di Joseph A. Golden (1912)
- The Man from the North Pole, regia di Joseph A. Golden (1912)
- The Girl in the Next Room, regia di Joseph A. Golden (1912)
- McGuirk, the Sleuth, regia di Phillips Smalley (1912)
- Her Dressmaker's Bills, regia di Phillips Smalley (1912)
- The Only Woman in Town, regia di Phillips Smalley (1912)
- Bella's Beaus, regia di Phillips Smalley (1912)
- The Blonde Lady, regia di Phillips Smalley (1912)
- A Pair of Fools, regia di Phillips Smalley (1912)
- Oh, Such a Night!, regia di Joseph A. Golden (1912)
- The Gypsy Flirt, regia di Joseph A. Golden (1912)
- The Chorus Girl regia di Phillips Smalley (1912)
- Her Old Love, regia di Phillips Smalley (1912)
- The Valet and the Maid, regia di Phillips Smalley (1912)
- The Quarrel, regia di Joseph A. Golden (1912)
- Locked Out, regia di Joseph A. Golden (1912)
- The Spendthrift's Reform (1912)
- A Tangled Marriage, regia di Phillips Smalley (1912)
- The Mind Cure, regia di Phillips Smalley (1912)
- Oh! That Lemonade, regia di Phillips Smalley (1912)
- His Wife's Stratagem, regia di Phillips Smalley (1912)
- Her Visitor, regia di Phillips Smalley (1912)

### 1913
- Through Fire and Air (1913)
- Her Kid Sister, regia di Phillips Smalley (1913)
- Heroic Harold, regia di Phillips Smalley (1913)
- A Night at the Club, regia di Phillips Smalley (1913)
- The Fake Gas-Man, regia di Phillips Smalley (1913)
- A Dip Into Society, regia di Phillips Smalley (1913)
- The False Alarm, regia di Phillips Smalley (1913)
- Pearl's Admirers, regia di Phillips Smalley (1913)
- With Her Rival's Help, regia di Phillips Smalley (1913)
- Box and Cox, regia di Phillips Smalley (1913)
- Her Lady Friend, regia di Phillips Smalley (1913)
- Accident Insurance, regia di Phillips Smalley (1913)
- Strictly Business, regia di Phillips Smalley (1913)
- An Awful Scare, regia di Phillips Smalley (1913)
- That Other Girl, regia di Phillips Smalley (1913)
- Schultz's Lottery Ticket, regia di Phillips Smalley (1913)
- An Innocent Bridegroom, regia di Phillips Smalley (1913)
- A Night in Town, regia di Phillips Smalley (1913)
- Ma and the Boys, regia di Phillips Smalley (1913)
- Knights and Ladies, regia di Phillips Smalley (1913)
- Who Is the Goat?, regia di Phillips Smalley (1913)
- Calicowani, regia di Phillips Smalley (1913)
- Lovers Three, regia di Phillips Smalley (1913)
- His Twin Brother, regia di Phillips Smalley (1913)
- The Drummer's Note Book, regia di Phillips Smalley (1913)
- Pearl as a Clairvoyant, regia di Phillips Smalley (1913)
- The Veiled Lady, regia di Phillips Smalley (1913)
- Our Parents-In-Law, regia di Phillips Smalley (1913)
- Two Lunatics, regia di Phillips Smalley (1913)
- His Romantic Wife, regia di Phillips Smalley (1913)
- Forgetful Flossie, regia di Phillips Smalley (1913)
- A Joke on the Sheriff, regia di Phillips Smalley (1913)
- When Love Is Young, regia di Phillips Smalley (1913)
- Pearl as a Detective, regia di Phillips Smalley (1913)
- Oh! Whiskers!, regia di Phillips Smalley (1913)
- His Awful Daughter, regia di Phillips Smalley (1913)
- Our Willie, regia di Phillips Smalley (1913)
- Homlock Shermes, regia di Phillips Smalley (1913)
- Toodleums, regia di Phillips Smalley (1913)
- A Supper for Three, regia di Phillips Smalley (1913)
- Where Charity Begins, regia di Phillips Smalley (1913)
- Hooked, regia di Phillips Smalley (1913)
- Clancy, the Mode, regia di Phillips Smalley (1913)
- Mary's Romance, regia di Phillips Smalley (1913)
- The New Typist, regia di Phillips Smalley (1913)
- False Love and True, regia di Phillips Smalley (1913)
- Her Joke on Belmont, regia di Phillips Smalley (1913)
- A Call from Home, regia di Phillips Smalley (1913)
- Will Power, regia di Phillips Smalley (1913)
- The Smuggled Laces, regia di Phillips Smalley (1913)
- Who Is in the Box?, regia di Phillips Smalley (1913)
- An Hour of Terror, regia di Phillips Smalley (1913)
- The Girl Reporter, regia di Phillips Smalley (1913)
- Muchly Engaged, regia di Phillips Smalley (1913)
- True Chivalry, regia di Phillips Smalley (1913)
- Pearl's Dilemma, regia di Phillips Smalley (1913)
- The Hall-Room Girls di Phillips Smalley (1913)
- The Broken Spell di Phillips Smalley (1913)
- College Chums, regia di Phillips Smalley (1913)
- The Paper Doll, regia di Phillips Smalley (1913)
- What Papa Got, regia di Phillips Smalley (1913)
- A Child's Influence, regia di Phillips Smalley (1913)
- Starving for Love, regia di Phillips Smalley (1913)
- Oh! You Scotch Lassie, regia di Phillips Smalley (1913)
- Pearl and the Tramp, regia di Phillips Smalley (1913)
- The Greater Influence, regia di Phillips Smalley (1913)
- Caught in the Act di Phillips Smalley (1913)
- That Crying Baby, regia di Phillips Smalley (1913)
- His Aunt Emma, regia di Phillips Smalley (1913)
- Much Ado About Nothing, regia di Phillips Smalley (1913)
- Lost in the Night di Phillips Smalley (1913)
- Some Luck di Phillips Smalley (1913)
- Pleasing Her Husband, regia di Phillips Smalley (1913)
- The Hand of Providence, regia di Phillips Smalley (1913)
- A News Item, regia di Phillips Smalley (1913)
- Misplaced Love, regia di Phillips Smalley (1913)
- Pearl and the Poet, regia di Phillips Smalley (1913)
- Oh! What a Swim, regia di Phillips Smalley (1913)
- His Last Gamble, regia di Phillips Smalley (1913)
- The Dress Reform, regia di Phillips Smalley (1913)
- La donna e la legge (The Woman and the Law) di Phillips Smalley (1913)
- Pearl's Mistake di Phillips Smalley (1913)
- Hearts Entangled, regia di Phillips Smalley (1913)
- Willie's Great Scheme, regia di Phillips Smalley (1913)
- Robert's Lesson, regia di Phillips Smalley (1913)
- The Rich Uncle, regia di Phillips Smalley (1913)
- A Hidden Love, regia di Phillips Smalley (1913)
- Girls Will Be Boys, regia di Phillips Smalley (1913)
- When Duty Calls, regia di Phillips Smalley (1913)
- Daisy Wins (1913)
- Oh! You Pearl, regia di Phillips Smalley (1913)
- Out of the Grave, regia di Phillips Smalley (1913)
- Her Secretaries, regia di Phillips Smalley (1913)
- The Cabaret Singer, regia di Phillips Smalley (1913)
- Hubby's New Coat, regia di Phillips Smalley (1913)
- The Convict's Daughter, regia di Phillips Smalley (1913)
- A Woman's Revenge, regia di Phillips Smalley (1913)
- Pearl's Hero, regia di Phillips Smalley (1913)
- First Love, regia di Phillips Smalley (1913)
- The Soubrette, regia di Phillips Smalley (1913)
- The Heart of an Artist, regia di Phillips Smalley (1913)
- The Lure of the Stage, regia di Phillips Smalley (1913)
- The Kitchen Mechanic, regia di Phillips Smalley (1913)

### 1914
- The Lifted Veil, regia di Phillips Smalley (1914)
- The Ring, regia di Phillips Smalley (1914)
- Shadowed, regia di Phillips Smalley (1914)
- It May Come to This, regia di Phillips Smalley (1914)
- A Father's Devotion, regia di Phillips Smalley (1914)
- The Shadow of a Crime, regia di Phillips Smalley (1914)
- Oh! You Puppy, regia di Phillips Smalley (1914)
- A Grateful Outcast, regia di Phillips Smalley (1914)
- What Didn't Happen to Mary?, regia di Phillips Smalley (1914)
- For a Woman, regia di Phillips Smalley (1914)
- Getting Reuben Back, regia di Phillips Smalley (1914)
- A Sure Cure, regia di Phillips Smalley (1914)
- McSweeney's Masterpiece, regia di Phillips Smalley (1914)
- Lizzie and the Iceman, regia di Phillips Smalley (1914)
- Le avventure di Paolina (The Perils of Pauline), regia di Louis J. Gasnier e Donald MacKenzie 1914
- Going Some, regia di Phillips Smalley (1914) - cortometraggio
- The Lady Doctor, regia di Phillips Smalley (1914)
- Get Out and Get Under, regia di Phillips Smalley (1914)
- A Telephone Engagement, regia di Phillips Smalley (1914)
- The Mashers, regia di Phillips Smalley (1914)
- The Dancing Craze, regia di Phillips Smalley (1914)
- Easy Money, regia di Phillips Smalley (1914)
- The Girl in Pants, regia di Phillips Smalley (1914)
- Her New Hat, regia di Phillips Smalley (1914)
- What Pearl's Pearls Did, regia di Phillips Smalley (1914)
- Willie's Disguise, regia di Phillips Smalley (1914)
- Was He a Hero?, regia di Phillips Smalley (1914)
- East Lynne in Bugville, regia di Phillips Smalley (1914)
- Liferitis, regia di Phillips Smalley (1914)
- Some Collectors (1914)
- I misteri di New York (The Exploits of Elaine), regia di Louis J. Gasnier, George B. Seitz, Leopold Wharton (1914)

### 1915
- A Lady in Distress, regia di Phillips Smalley (1915)
- The New Exploits of Elaine, regia di Louis J. Gasnier, Leopold Wharton, Theodore Wharton (1915)
- Transatlantic (The Romance of Elaine), regia di George B. Seitz, Leopold Wharton e Theodore Wharton (1915)

### 1916

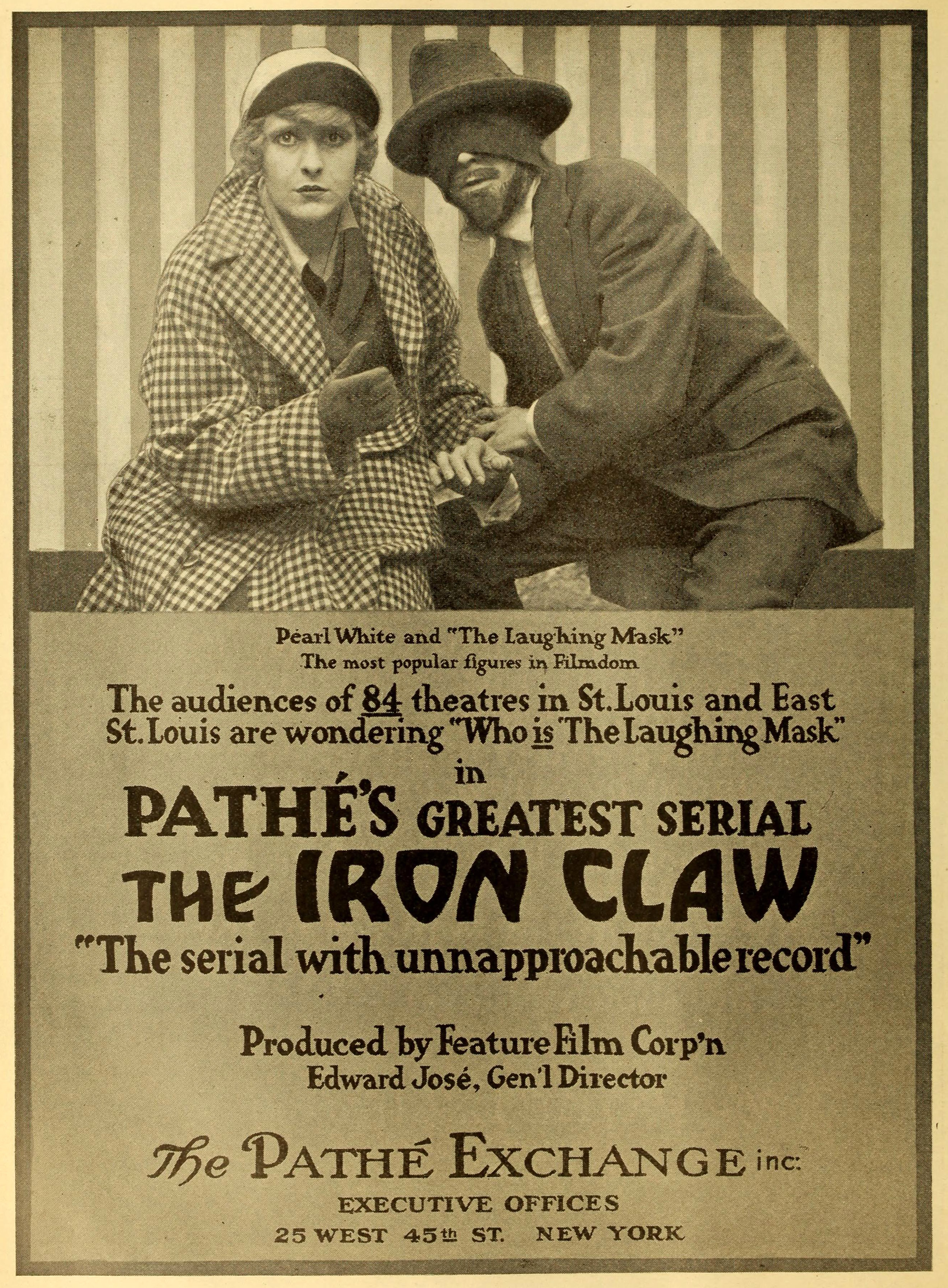
La maschera dai denti bianchi (1916)

- The King's Game, regia di Ashley Miller (1916)
- Hazel Kirke, regia di Louis J. Gasnier, Leopold Wharton, Theodore Wharton (1916)
- La maschera dai denti bianchi (The Iron Claw), regia di Edward José e George B. Seitz 1916
- Pearl of the Army, regia di Edward José 1916

### 1917

Pearl of the Army (1917)

- Mayblossom, regia di Edward José (1917)
- Il diamante della morte (The Fatal Ring), regia di George B. Seitz (1917)

### 1918
- La casa dell'odio (The House of Hate), regia di George B. Seitz (1918)

### 1919
- Il forzato di Caienna (The Lightning Raider), regia di George B. Seitz (1919)
- Il segreto nero (The Black Secret) serial, regia di George B. Seitz (1919)

### 1920
- The White Moll, regia di Harry F. Millarde (1920)
- The Tiger's Cub, regia di Charles Giblyn (1920)
- The Thief, regia Charles Giblyn (1920)

### 1921
- The Mountain Woman, regia di Charles Giblyn (1921)
- Know Your Men, regia di Charles Giblyn (1921)
- Beyond Price, regia di J. Searle Dawley (1921)
- Annabel's Romance, regia di Louis J. Gasnier (1921)
- A Virgin Paradise, regia di J. Searle Dawley (1921)

### 1922
- Any Wife, regia di Herbert Brenon (1922)
- The Broadway Peacock, regia di Charles Brabin (1922)
- Without Fear, regia di Kenneth S. Webb (1922)

### 1923
- Plunder, regia di George B. Seitz (1923)

### 1925
- Perils of Paris o Terreur, regia di Gérard Bourgeois e Edward José (1925)